# Odprto prvenstvo Francije 2005
Odprto prvenstvo Francije 2005 je teniški turnir za Grand Slam, ki je med 23. majem in 5. junijem 2005 potekal v Parizu.

## Moški posamično
Rafael Nadal :  Mariano Puerta, 6–7(6–8), 6–3, 6–1, 7–5

## Ženske posamično
Justine Henin-Hardenne :  Mary Pierce, 6–1, 6–1

## Moške dvojice
Jonas Björkman /  Maks Mirni :  Mike Bryan /  Bob Bryan, 2–6, 6–1, 6–4

## Ženske  dvojice
Virginia Ruano Pascual /  Paola Suárez :  Cara Black /  Liezel Huber, 4–6, 6–3, 6–3

## Mešane dvojice
Daniela Hantuchová /  Fabrice Santoro :  Martina Navratilova /  Leander Paes, 3–6, 6–3, 6–2